# Бердюжье (Тюменская область)
Бердю́жье — село, административный центр Бердюжского сельского поселения и Бердюжского района Тюменской области России.

## География
Бердюжье расположено на берегах двух небольших озёр — Малое и Большое Бердюжье. Через село проходит новая автодорога трассы Р254«Иртыш» Курган — Ишим — Омск, в объезд казахстанского участка старой трассы. Расстояние до Тюмени — 284 км, Ишима — 90 км.

## История
Название происходит от фамилии основателя Бердюгин, а не из тюркского языка, как было принято считать.
В конце XVII века военные отряды строили укрепленные крепости — городища для защиты границ Русского Царства. В 1680 году упоминается городище Орлово и городище за селом Уктуз, недалеко от современного Бердюжья. Вокруг городищ постепенно образуются крестьянские деревни и слободы.
Первые русские крестьяне в эти места перебрались в XVII веке из Пермских земель. Бердюжья слобода упоминается в церковных книгах с 1758 года. На её главной улице была построена часовня, а при ней церковно-приходская школа. В XVIII веке в слободе стали появляться переселенцы из Орловской, Воронежской, Тамбовской губерний, Тюмени и других регионов России — в том числе участники Пугачёвского восстания. Вокруг слободы появлялись новые деревни. В XIX веке сформировалась центральная площадь, где ежегодно 20 сентября проводилась всероссийская Богородская ярмарка.
В конце XIX века и до 1918 года Бердюжья слобода была центром Бердюжской волости в составе Ишимского уезда Тобольской губернии.
С 5 апреля 1918 года волость в составе Ишимского уезда Тюменской губернии, с 27 августа 1919 в Омской губернии, с 21 апреля 1920 года вновь в составе Тюменской губернии.
Бердюжский район образован на основании постановлений ВЦИК от 3 и 12 ноября 1923 года в составе Ишимского округа Уральской области. 17 января 1934 года район включён в состав Обско-Иртышской области. 7 декабря 1934 года передан в состав Омской области. 6 февраля 1943 года передан во вновь образованную Курганскую область. 14 августа 1944 года передан в состав образованной Тюменской области.

## Климат
- Среднегодовая температура воздуха — 2,9 °C
- Относительная влажность воздуха — 67,1 %
- Средняя скорость ветра — 3,5 м/с

| Показатель                            | Янв.  | Фев.  | Март | Апр. | Май  | Июнь | Июль | Авг. | Сен. | Окт. | Нояб. | Дек.  | Год |
| ------------------------------------- | ----- | ----- | ---- | ---- | ---- | ---- | ---- | ---- | ---- | ---- | ----- | ----- | --- |
| Средняя температура, °C               | −13,9 | −13,6 | −8   | 2,9  | 13,3 | 19,1 | 20,6 | 17,7 | 11,2 | 3,8  | −7,1  | −12,7 | 2,9 |
| Источник: NASA. База данных RETScreen |       |       |      |      |      |      |      |      |      |      |       |       |     |

## Население
| 1959 | 1970  | 1979  | 1989  | 2002  | 2010  | 2021  |
| ---- | ----- | ----- | ----- | ----- | ----- | ----- |
| 2417 | ↗3684 | ↗4975 | ↗5516 | ↘5256 | ↘5158 | ↗5827 |